# Sobara palliolata
Sobara palliolata är en insektsart som beskrevs av Ball 1902. Sobara palliolata ingår i släktet Sobara och familjen dvärgstritar. Inga underarter finns listade i Catalogue of Life.